# Adam Olearius
Adam Olearius  (16 de agosto de 1603 – 22 de fevereiro de 1671), com o nome de batismo Adam Ölschläger ou Oehlschlaeger era um acadêmico alemão, geógrafo, matemático e bibliotecário. Ele tornou-se secretário do embaixador enviado por Frederico III, Duque de Holstein-Gottorp, em visita ao Xá da Pérsia, e publicou dois livros sobre os acontecimentos e observações durante suas viagens.